# ヘラクレス・ウィクトール神殿
ヘラクレス・ウィクトール神殿（ラテン語: Aedes Hercules Victor）は、イタリア ローマのフォルム・ボアリウムにある古代ローマ時代に建てられた神殿。コリントスの戦いでアカイア同盟軍を破った共和政ローマの軍人ルキウス・ムンミウス・アカイクスにより、紀元前2世紀に建てられたと言われている。
この円形神殿の直径は約14.8m、屋根を支えるコリント式円柱の高さは約10.66mである。現在は失われてしまっているが、かつてはこの円柱の上にアーキトレーブと屋根が乗っていた。屋根を支えていた円柱20本のうち19本は建築当初の物であり、建物中央部の円形の部屋（セラ）はトラバーチンと大理石によって建てられている。この神殿はローマに存在する最も古い大理石建築のうちの一つである。
1132年、この建物は教会に転換されサント・ステファーノ・アッレ・カロッツェ聖堂（Santo Stefano alle Carozze）と呼ばれるようになった。1475年には、祭壇のフレスコ画の製作やさらなる改修が行われた。床に埋め込まれた銘板はローマ教皇シクストゥス4世（在位 1471年 - 1484年）に捧げられたものである。17世紀には、サンタ・マリア・デル・ソーレ聖堂（Santa Maria del Sole）とされた。1935年、この建物は古代ローマの建築物と（考古学的に）再確認され、直近の改修は1996年のことである。

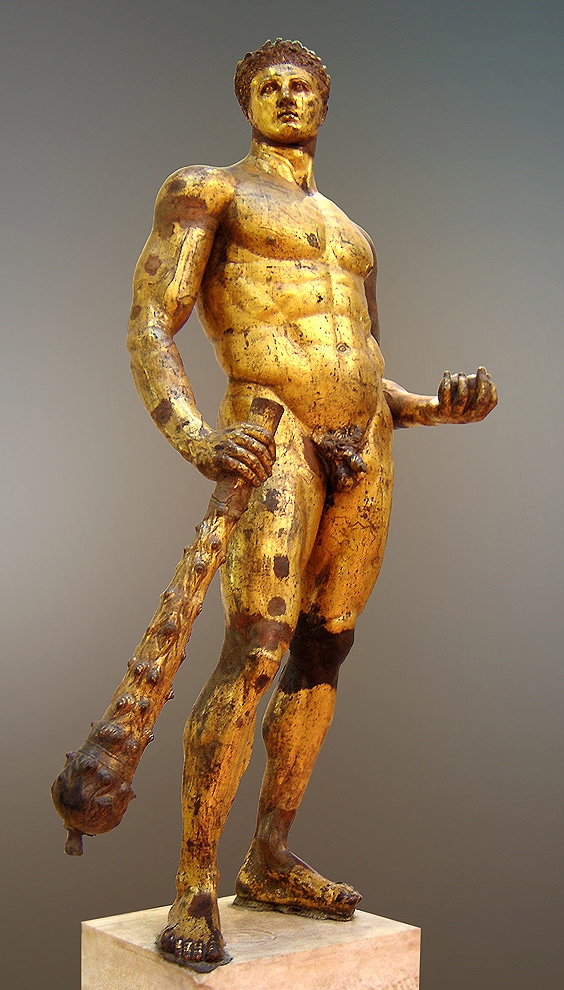
ヘラクレスのブロンズ像

この神殿の場所より、2世紀に作られたヘラクレスのブロンズ像がシクストゥス4世の時代に発掘されており、現在この像はカピトリーニ美術館に展示されている。